# Карелия
Вижте пояснителната страница за други значения на Карелия.
Карелия (на карелски, фински и естонски: Karjala; на руски: Карелия; на шведски: Karelen) е историко-географска област в Северна Европа, традиционно населена с карели. Нейната територия съвпада приблизително със съвременните области Северна Карелия и Южна Карелия във Финландия и Република Карелия и Карелския провлак (част от Ленинградска област), които са част от Русия. От голямо историческо значение е за Финландия, Швеция и Русия.

## Употреба на името
Различни подразделения могат да се наричат Карелия. Финска Карелия е историческа провинция на Финландия и в днешно време е разделена между Финландия и Русия, често наричана на фински просто Karjala. Източната част на този главно лутерански регион е взет от Русия след Зимната война от 1939 – 40.
Република Карелия е руски федерален субект, включително така наречената Източна Карелия с главно руско православно население.
В съвременна Финландия Karjala се отнася до регионите на Южна и Северна Карелия, въпреки че части от историческа Карелия се намират в днешния регион Кюменлааксо (Миехиккала и Виролахти), Северна Савония (Каави, Раутаваара и Саюнейнен) и Южна Савония (Мантюхарю).

## География
Карелия се простира от брега на Бяло море до Финския залив. Тя съдържа двете най-големи езера в Европа – Ладожкото и Онежкото. Карелският провлак се намира между Финския залив и Ладожкото езеро.
Границата между Карелия и Ингрия първоначално е била самата река Нева, но по-късно е преместена на север в Карелския провлак, за да следва река Сестра, днес в столицата на санктпетербургския регион, но през 1812 – 1940 г. границата между Русия и Финландия.
От другата страна на Ладожкото езеро река Свир обикновено се смята за традиционната южна граница на територията на Карелия, тъй като езерото Саймаа отбелязва западната граница, докато Онежкото езеро и Бяло море маркират източната граница. На север е имало номадски саами, но е нямало естествена граница освен огромна гора (тайга) и тундра.

## Култура
- Калевала
- Карелска яхния
- Карелски език